# Viaggio al centro della Terra (film 2008)
Viaggio al centro della Terra (Journey to the Center of the Earth) è un film in 3D del 2008 diretto da Eric Brevig.
Liberamente ispirato al romanzo Viaggio al centro della Terra di Jules Verne, è ambientato nel XXI secolo, mentre il romanzo di Verne si svolgeva invece nel XIX secolo.
Negli Stati Uniti il film è uscito l'11 luglio 2008, mentre in Italia è stato distribuito a partire dal 16 gennaio 2009.

## Trama
(Trevor Anderson quando raggiunge il centro della Terra)
A Boston il vulcanologo Trevor Anderson riceve la visita della moglie di suo fratello Max, scomparso dieci anni prima durante una spedizione scientifica in Islanda. La donna ha portato il figlio Sean per fargli trascorrere alcuni giorni con lo zio. Sean e Trevor iniziano a rovistare all'interno di una scatola appartenente a Max e vi trovano una copia del romanzo di Jules Verne Viaggio al centro della Terra, sulle cui pagine Max aveva annotato molti appunti. Interessato alle note scritte dal fratello, Trevor si reca al suo laboratorio e, confrontandole col proprio lavoro, decide di recarsi in Islanda. Non riuscendo a riportare Sean dalla madre, lo porta con sé.
In aereo Sean, esaminando il libro di Verne, riesce a decifrare il nome di un istituto vulcanologico islandese. Giunti sull'isola, i due incontrano Hannah, la figlia del defunto fondatore dell'istituto, una giovane ed esperta guida di montagna, il cui aiuto è necessario per ritrovare un rilevatore di attività sismica, posizionato sulla cima di un vulcano spento.
In cima al vulcano i tre vengono sorpresi da un temporale, che li costringe ad abbandonare il sensore (essendo di metallo esso attrae i fulmini) e a rifugiarsi in una grotta, il cui ingresso viene però bloccato da una frana provocata da un fulmine. In cerca di un'uscita alternativa, i tre raggiungono una miniera in disuso, dove Hannah riesce a riattivare l'illuminazione. Dopo aver attraversato la miniera a bordo di carrelli, giungono in un cunicolo costellato di diamanti e Sean ne raccoglie alcuni. I tre, però, scoprono che il pavimento del cunicolo è costituito da muscovite, una roccia molto friabile che, a causa di un diamante caduto dalla sacca di Sean, si frantuma facendoli precipitare in una voragine sottostante.
Alla fine della caduta trovano un lago sotterraneo, da cui parte un tunnel che si rivela essere la via per il centro della Terra. Arrivati nel mondo sotterraneo, dove tutto è come Verne lo aveva descritto, Trevor trova i resti del fratello e altri diari, dai quali apprende che l'aumento costante della temperatura rischia di raggiungere limiti insopportabili per un essere umano. Per scampare ad una morte certa, i tre progettano di sfruttare la potenza di un geyser che si trova su un'isola, per farsi spingere in alto e raggiungere la superficie terrestre. Per riuscirci devono attraversare uno specchio d'acqua mediante una zattera.
Nell'oceano devono vedersela con feroci pesci preistorici, che vengono però divorati da alcuni elasmosauri. Sean rimane separato dallo zio e da Hannah, perché, nel tentativo di reggere la vela, per colpa del forte vento, vola via con questa. Dopo aver oltrepassato un pericoloso campo magnetico ritrova gli altri. I tre, infine, raggiungono un torrido deserto sotterraneo. Sean deve affrontare un gigantesco Giganotosaurus, prima di essere salvato da Trevor che riesce a farlo precipitare in un cunicolo.
Quando arrivano al geyser, è tutto prosciugato. Tutta l'acqua è dall'altra parte delle pareti.
Trevor usa un razzo per accendere il magnesio nel muro e fa sì che un geyser li spari attraverso il Vesuvio in Italia.
Nel corso dell'avventura, Hannah e Trevor si affezionano gradualmente l'uno all'altra al punto che si scambiano un bacio.
L'ultimo giorno della visita di Sean a Trevor (e ora Hannah), lui sta lasciando la loro nuova casa, che è stata acquistata con alcuni dei diamanti che Sean ha preso dalla grotta, e Trevor gli consegna un libro intitolato "Atlantis", suggerendo che potrebbero forse passare del tempo a casa di Sean durante le vacanze di Natale. È stato anche mostrato che l'uccello luminoso è stato portato fuori di nascosto da Sean nel tentativo di tenerlo come animale domestico, solo per vedere Trevor rifiutare mentre l'uccello vola via.

## Produzione
Il film si può considerare live action, poiché gli attori sono gli unici elementi fisicamente esistenti del film, mentre ogni ambientazione è stata creata in grafica computerizzata.
La tecnica utilizzata per lavorare la pellicola ha fatto sì che il film fosse proiettato in RealD Cinema, ovvero sale cinematografiche di ultima generazione (il primo lungometraggio mostrato in queste sale è stato Chicken Little).
Il film è costato 60 milioni di dollari.

## Promozione
Il primo teaser trailer fu mostrato durante il re-release statunitense de Nightmare Before Christmas e, successivamente, alla prima mondiale de La leggenda di Beowulf (Beowulf).
Fu oggetto di promozione durante la 21ª edizione dei Nickelodeon Kids' Choice Awards. Inoltre, la Walt Disney fece conoscere la pellicola ai visitatori dei suoi parchi di divertimento attraverso volantinaggio e altre forme di pubblicità.
La campagna promozionale era inizialmente incentrata sul 3-D, ma dopo la notizia che, tra i cinema in cui la pellicola avrebbe dovuto essere proiettata, soltanto pochi disponevano effettivamente di un impianto per la visione tridimensionale, gran parte del programma di marketing fu abbandonato.

## Accoglienza

### Incassi
Il film ha incassato in Italia, secondo i dati Cinetel, 7.944.203 euro.
Viaggio al centro della Terra 3D debuttò in terza posizione tre i film più visti in Nord America, dietro Hellboy II: The Golden Army e Hancock. Distribuito in 2.811 sale cinematografiche, con una media di incasso di 7.477 dollari, esordì con un incasso complessivo di 21.018.141 dollari, solo il 57% dei quali ottenuto grazie alle proiezioni in 3D.
A livello internazionale ha incassato 241.998.151 dollari, dei quali 101.704.370 negli Stati Uniti e 139.157.146 nel resto del mondo.

### Critica
Il sito aggregatore di recensioni Rotten Tomatoes riporta che il 61% delle 158 recensioni professionali ha dato un giudizio positivo sul film, con un voto medio di 6 su 10. Il consenso critico del sito recita: "Immagini moderne e una trama vecchio stile rendono questa avventura/commedia familiare una frenetica corsa kitsch." Su Metacritic il film detiene un punteggio del 57 su 100, basato sul parere di 35 critici.

## Sequel
L'ultima scena del film mette le basi per un potenziale seguito alla ricerca della città perduta di Atlantide.
Nel marzo 2009 Walden Media e New Line Cinema diedero semaforo verde alla lavorazione di uno spec script scritto da Richard Outten in collaborazione con Eric Brevig intitolato Mysterious Travels: The Lost Map of Treasure Island e ispirato parzialmente a L'isola misteriosa di Jules Verne.
Nel maggio 2010 la New Line annunciò che Journey to the Center of the Earth 2 sarebbe uscito negli Stati Uniti il 23 settembre 2011.
Il film è intitolato Viaggio nell'isola misteriosa (Journey 2 the Mysterious Island) ed è tratto dal romanzo di Jules Verne L'isola misteriosa. In questo secondo film la regia è affidata non più ad Eric Brevig ma a Brad Peyton e, ad affiancare Josh Hutcherson nel ruolo di Sean, non c'è più Brendan Fraser nel ruolo di suo zio, bensì Dwayne Johnson nel ruolo del nuovo compagno di sua madre.
Nell'agosto del 2014 venne annunciata la produzione di un terzo capitolo della serie, tratto dal libro di Verne Dalla Terra alla Luna (a cui infatti fa riferimento l'ultima scena di Viaggio nell'isola misteriosa), progetto in seguito abbandonato a causa di complicazioni creative.